# Холоднокровність
Холоднокро́вні, пойкілотермність — це організми нездатні підтримувати постійну температуру тіла (термічний гомеостаз), таким чином, що їх температура тіла залежить від температури довкілля. Іншими словами, вони використовують методи терморегуляції, відмінні від методів терморегуляції ссавців та птахів. Причина в тому, що артеріальна кров змішується з венозною. Холоднокровні організми у великій мірі є «рабами» середовищ, в яких вони мешкають, маючи ту ж саму температуру, що і середовище.
Проте, термін «холоднокровність» (як і «теплокровність») зараз визначений дуже нечітко та існують декілька можливих визначень терміна, що приводить до непорозумінь. Неможливо розділити всі організми на дві категорії при будь-якому визначенні. Підтримка температури тіла залучає велику кількість механізмів, що дають в результаті майже безперервний спектр температур тіла та ступеню впливу довкілля, із ідеальними класичними визначеннями на протилежних кутах цього спектра.Всі інші хребетні (земноводні, плазуни, переважна більшість риб) і всі безхребетні є холоднокровними.
У холоднокровних тварин процеси обміну речовин протікають у 20-30 разів повільніше, ніж у теплокровних. Тому температура їх тіла вище температури довкілля максимум на 1-2 градуси. Холоднокровні тварини активні тільки в теплу пору року. Коли температура знижується, то у холоднокровних тварин знижується швидкість руху. На зиму вони впадають у стан анабіозу, тобто в сплячку.

## Приклади холоднокровних тварин
Плазуни (включаючи змій, ящірок, черепах, алігаторів і крокодилів), деякі комахи (такі як бабки і бджоли), амфібії (жаби і саламандри), а також риби (крім нечисленних теплокровних видів) –  є холоднокровними

## Спосіб життя
Життєдіяльність організмів з мінливою температурою в силу своїх особливостей, має найвищу активність в теплий період року. З настанням весни, потім, літа вони активізують свою життєдіяльність. Як правило, у воді і на берегах водних систем можна спостерігати весь життєвий цикл пойкілотермних тварин. Ступені розвитку різних особин неоднакові.